# Ciril Štukelj
Ciril Štukelj, slovenski politik, časnikar, prevajalec, knjižničar  * 23. marec 1903 Motnik, † 15. maj 1950, Ljubljana.
Rojen je bil kot šesti otrok v družini usnjarja Andreja Štuklja in Neže roj. Pibernik. Po osnovni šoli se je uspel vpisati na Zavod svetega Stanislava v Šentvidu pri Ljubljani. Šestnajstletni dijak gimnazije je leta 1919 v socialistični reviji Naprej objavil članek Dijaštvo in verouk, z njim je sprožil ostre polemike v javnosti, zato je moral zapustiti Škofijsko gimnazijo. Socialistične ideje so mu bile privlačne zato je politično že zgodaj aktivno stopil v socialistični politični tabor. Kasneje je bil vse bliže komunistom, s katerimi pa se je po osebni slabi izkušnji obiska Sovjetske zveze zopet razšel. Jeseni leta 1921 se je vpisal na pravno fakulteto, študija ni končal ker je po tretjem letniku v študijskem leru 1923/1924 prenehal študirati. Postal je zelo aktiven v mladinskem komunističnem gibanju. Leta 1926 se je zaposlil pri Delavski zbornici, kjer je postal vodja Delavske knjižnice. Močno si je prizadeval za izboljšanje splošne izobrazbe delavstva v Sloveniji. Svojo prosvetno dejavnost je neločljivo povezoval s svojim delom v zvezo kulturnih društev Svoboda. V času njegovega predsedovanja je uspel ustanoviti Cankarjevo družbo.

## Knjižna dela in prevodi
Štukelj je napisal številne prevode raznih časopisnih in revijskih člankov ter knjižnih del s politično vsebino. Prevajal je iz nemščine, ruščine in fancoščine, takšna so knjižna dela:
- Marksistična biblioteka- 3 brošure;
- Lenin,
- Pariška komuna 1871,
- Vloga proletarske stranke,

Prevodi del K. Marxa;
1. Mezdno delo in kapital izšlo leta 1925.
2. M. Beer- Karel Marx izšlo leta 1926.
3. M. Andersen Nexo- Po sončni Španiji izšlo leta 1932.
4. P.G. Tupikov- (Pavel Nezovoj)- Pod severnim nebom izšlo leta 1932.
5. J. Hofbauer- Pohod v zmedo izšlo leta 1939.
6. R. Martin du Gard- Taki so ljudje izšlo leta 1939.
7. A. Koestler- Španski testament izšlo leta 1939.